# 刘钧 (北汉)
汉睿宗劉鈞（926年—968年），原名劉承鈞，五代時期北漢在位最久的君主，為劉旻之次子。

## 生平
劉承鈞個性孝順恭謹，喜歡讀書，擅長書法，北漢乾祐四年（951年），父亲即帝位后，劉承鈞任侍卫亲都指挥使、太原尹，率兵攻晋州、隰州，不克而退。乾祐七年（954年），劉旻去世，劉承鈞為遼國冊封為帝之後繼位，不改年號，改名劉鈞。上表於遼帝時都自稱「男」，遼帝下詔時，都稱呼他「兒皇帝」。
劉鈞繼位後，勤政愛民，禮敬士大夫，任用郭無為為相，並減少南侵，因此境內還算安定。然而劉鈞並不像其父事奉遼國之恭敬，以致在位後期遼國援助漸少。
劉鈞於乾祐十年（957年），改元天會。天會十二年（968年）忧郁死，諡孝和皇帝，廟號睿宗，劉鈞的外甥同時也是養子的劉繼恩繼位。

## 家庭

### 后妃
- 郭皇后

### 子女

#### 子

##### 養子
1. 少主 劉繼恩
2. 英武帝 劉繼元
3. 劉繼欽
4. 劉繼文，其兄刘赟子
5. 刘继颙

劉鈞本有10个亲子，但均未继位。刘继业（后改回杨业）也是其干儿子。